# NGC 203

NGC 203

NGC 203 هي مجرة محدبة تبعد حوالي 233 مليون سنة ضوئية من النظام الشمسي تقع في كوكبة الحوت. تم اكتشافها في 19 ديسمبر 1873 من قبل رالف كوبلاند. والمجرة مدرجة أيضاً باسم NGC 211 في الفهرس العام الجديد.

## وصلات خارجية
- NGC 203 على موقع ويكي سكاي: DSS2, SDSS, GALEX, IRAS, Hydrogen α, X-Ray, Astrophoto, Sky Map, Articles and images